# 북하르툼

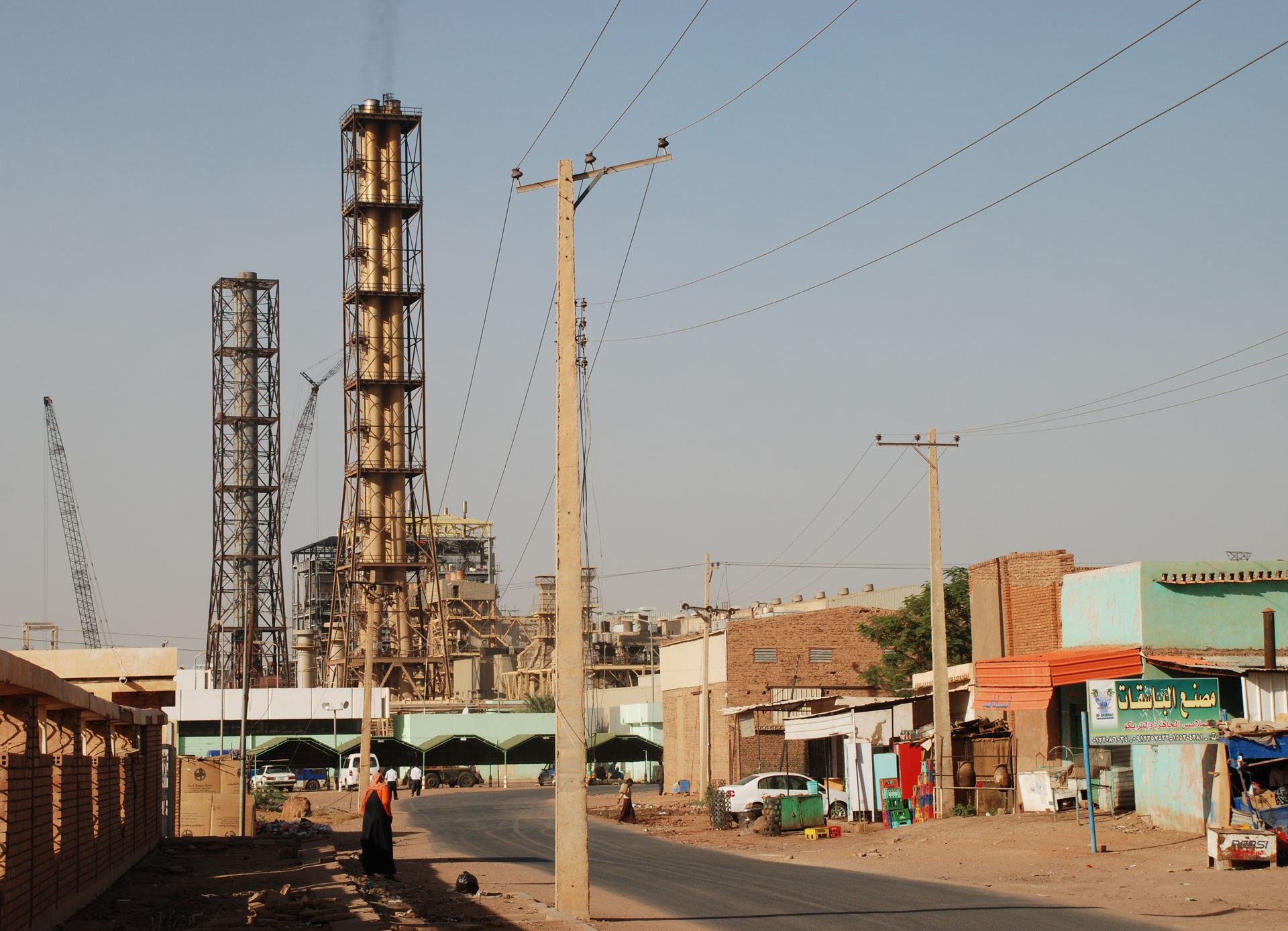
북하르툼 공업 지대

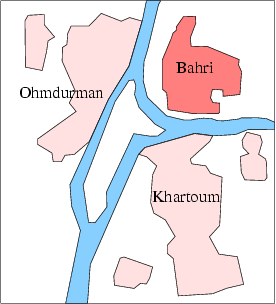
북하르툼의 위치

북하르툼(아랍어: خرطوم بحري, al-Khartûm Bahrî, 영어: Khartoum North)은 수단의 수도인 하르툼 북쪽에 위치한 시가지를 가리키는 명칭이다.
청나일강, 백나일강이 교차하는 지점과 청나일 강 동안에 위치한다. 인구는 900,000명 이상이며 하르툼, 옴두르만과는 다리로 연결되어 있다. 하르툼, 옴두르만과 함께 하르툼 대도시권을 형성한다.